# العلاقات اللوكسمبورغية النيكاراغوية
العلاقات اللوكسمبورغية النيكاراغوية هي العلاقات الثنائية التي تجمع بين لوكسمبورغ ونيكاراغوا.

## مقارنة بين البلدين
هذه مقارنة عامة ومرجعية للدولتين:
| وجه المقارنة                                              | لوكسمبورغ                                                     | نيكاراغوا        |
| --------------------------------------------------------- | ------------------------------------------------------------- | ---------------- |
| المساحة (كم2)                                             | 2.59 ألف                                                      | 130.38 ألف       |
| عدد السكان (نسمة)                                         | 599.45 ألف                                                    | 6.22 مليون       |
| الكثافة السكانية (ن./كم²)                                 | 231.45                                                        | 47.71            |
| العاصمة                                                   | لوكسمبورغ                                                     | ماناغوا          |
| اللغة الرسمية                                             | اللغة اللوكسمبورغية، لغة فرنسية، اللغة الألمانية              | اللغة الإسبانية  |
| العملة                                                    | يورو، فرنك لوكسمبورغ                                          | كوردبا نيكاراغوا |
| الناتج المحلي الإجمالي (بليون دولار)                      | 62.40 مليار                                                   | 13.81 مليار      |
| الناتج المحلي الإجمالي (تعادل القوة الشرائية) بليون دولار | 58.13 مليار                                                   | 31.63 مليار      |
| الناتج المحلي الإجمالي الاسمي للفرد دولار أمريكي          | 101.45 ألف                                                    | 2.09 ألف         |
| الناتج المحلي الإجمالي للفرد دولار أمريكي                 | 101.93 ألف                                                    | 4.92 ألف         |
| مؤشر التنمية البشرية                                      | 0.892                                                         | 0.631            |
| رمز المكالمات الدولي                                      | +352                                                          | +505             |
| رمز الإنترنت                                              | .lu                                                           | .ni              |
| المنطقة الزمنية                                           | توقيت وسط أوروبا، ت ع م+01:00، ت ع م+02:00، أوروبا/لوكسمبورج ‏ | 00               |

## منظمات دولية مشتركة
يشترك البلدان في عضوية مجموعة من المنظمات الدولية، منها:
| علم المنظمة | اسم المنظمة                               | تاريخ انضمام لوكسمبورغ | تاريخ انضمام نيكاراغوا |
| ----------- | ----------------------------------------- | ---------------------- | ---------------------- |
|             | منظمة حظر الأسلحة الكيميائية              | ?                      | ?                      |
|             | البنك الدولي للإنشاء والتعمير             | 27 ديسمبر 1945         | 14 مارس 1946           |
|             | منظمة التجارة العالمية                    | ?                      | ?                      |
|             | المركز الدولي لتسوية المنازعات الاستشارية | 29 أغسطس 1970          | 19 أبريل 1995          |
|             | الأمم المتحدة                             | 24 أكتوبر 1945         | 24 أكتوبر 1945         |
|             | منظمة الشرطة الجنائية الدولية             | ?                      | ?                      |
|             | وكالة ضمان الاستثمار متعدد الأطراف        | 29 أغسطس 1991          | 12 يونيو 1992          |
|             | يونسكو                                    | 27 أكتوبر 1947         | 22 فبراير 1952         |
|             | مؤسسة التنمية الدولية                     | 4 يونيو 1964           | 30 ديسمبر 1960         |
|             | مؤسسة التمويل الدولية                     | 4 أكتوبر 1956          | 20 يوليو 1956          |
|             | الاتحاد البريدي العالمي                   | ?                      | ?                      |
|             | الاتحاد الدولي للاتصالات                  | 2 مارس 1866            | 12 مايو 1926           |

## وصلات خارجية
- موقع وزارة الخارجية اللوكسمبورغية
- موقع وزارة الخارجية النيكاراغوية